# Henri Rivière
Henri Laurent Rivière (Parigi, 12 luglio 1827 – Hanoi, 19 maggio 1883) è stato un ufficiale e scrittore francese, ricordato per la sua partecipazione alla conquista francese del Tonchino negli anni 1880. La sua presa di Hanoi, nell'aprile 1882, diede il via ad un periodo di ostilità non dichiarate tra la Francia, il Vietnam e la Cina che culminò un anno dopo nella campagna del Tonchino (1883-1886).

## Primi anni
Nato a Parigi il 12 luglio 1827 da una familia originaria di Elbeuf, Rivière entrò nell'ottobre 1842 nell'École Navale, dalla quale uscì con il grado di guardiamarina di seconda classe nell'agosto 1845. Svolse il suo primo servizio nell'oceano Pacifico sul Brillante. Nel febbraio 1847 fu assegnato alla divisione navale dei mari del sud, sul Virginie. Fu promosso guardiamarina di prima classe nel settembre 1847 e enseigne de vaisseau nel settembre 1849. Durante i cinque anni successivi servì nella squadra navale del Mediterraneo a bordo del Iéna (1850), del Labrador (1851) e del Jupiter (1852-54). I suoi rapporti confidenziali di questo periodo evidenziano il suo interesse per la poesia e la letteratura.
Rivière prese parte alla guerra di Crimea prestando servizio sulle navi Uranie, Suffren, Bourrasque e Montebello. Promosso al grado di tenente di vascello nel novembre 1856, fu a bordo del Reine Hortense durante la campagna d'Italia (1859). Nel 1866 prese parte alla spedizione in Messico a bordo del Rhône e del Brandon. Fu promosso al grado di capitano di fregata nel giugno 1870 e prestò servizio come secondo ufficiale sulla corvetta corazzata Thétis nella squadra francese del Baltico durante la guerra franco-prussiana. Non prestò servizio attivo in nessuna di queste campagne.
Nel 1876, imbarcato sull'aviso La Vire, venne assegnato alla divisione navale della Nuova Caledonia. Durante l'insurrezione dei canachi del giugno 1878 fu attivamente coinvolto nelle operazioni, prendendo il comando delle truppe dopo la morte del colonnello Gally-Passebosc. Dal suo quartier generale a Fonwhary comandò la repressione nella regione di Ourail (La Foa). Durante una di queste operazioni, effettuata con l'aiuto di ausiliari canachi di Canala, venne ucciso il capo dei ribelli Ataï. La repressione dell'insurrezione continuò fino all'inizio del 1879, quando i ribelli si arresero dopo che Rivière ebbe loro assicurato che chi si arrendeva avrebbe avuto salva la vita.
Il ruolo avuto nella repressione dell'insurrezione dei canachi valse a Rivière la promozione al grado di capitano di vascello nel gennaio 1880. Nel novembre 1881 Rivière fu inviato a Saigon, come comandante della divisione navale della Cocincina. L'incarico in una colonia considerata come un luogo arretrato che offriva poche opportunità di distinzione fu visto da Rivière come un'opportunità per scrivere un capolavoro letterario che gli avrebbe procurato l'ammissione all'Académie française. Infatti, pur trascorrendo la maggior parte della sua vita adulta come ufficiale di marina, Rivière nutriva grandi ambizioni letterarie: era un giornalista de La Liberté ed aveva pubblicato alcuni articoli pubblicati sulla Revue des Deux Mondes.

## L'intervento di Rivière nel Tonchino

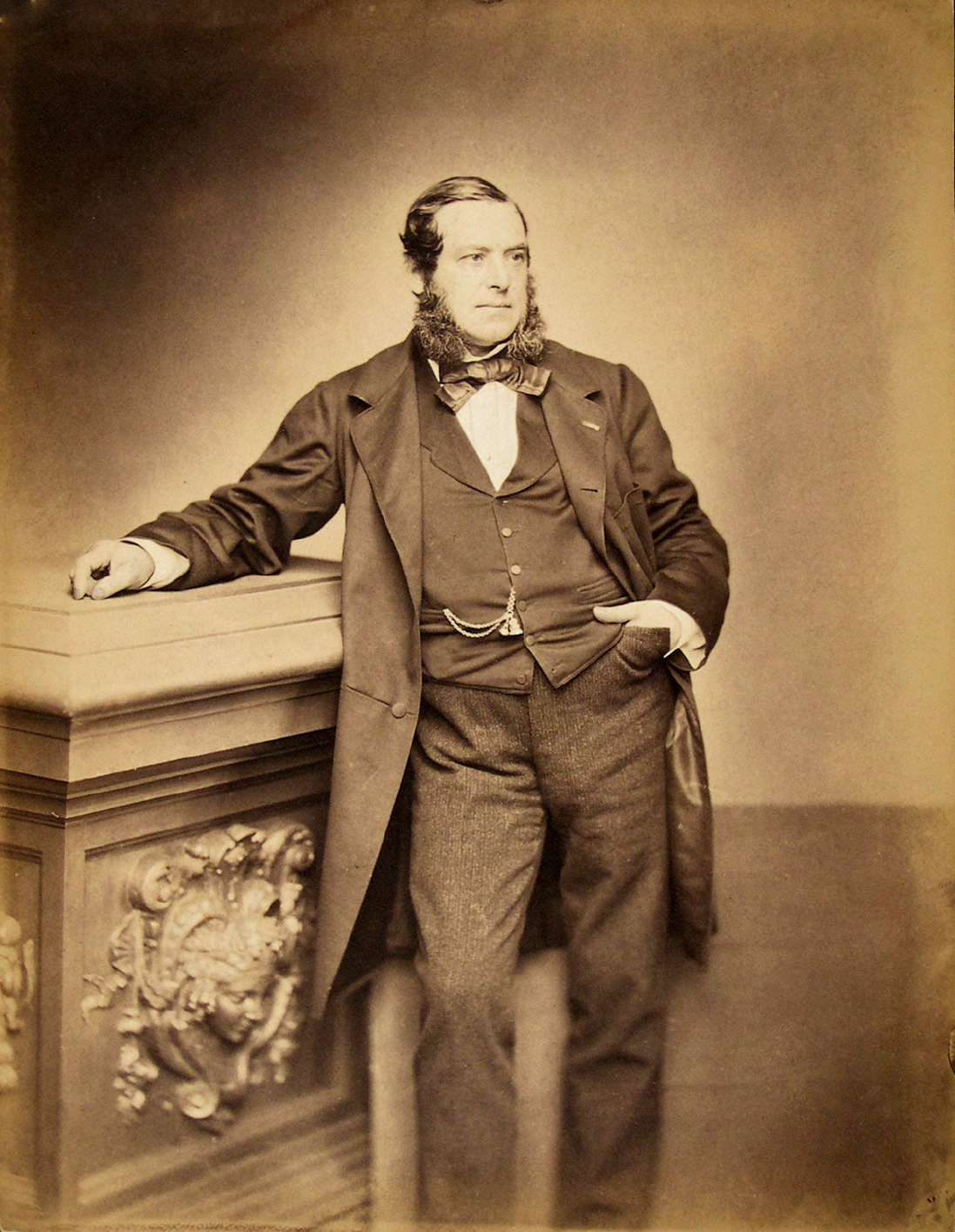
Henri Rivière ritratto da Antoine Samuel Adam-Salomon (1859 circa)

Alla fine del 1881 Rivière fu inviato con una piccola forza militare ad Hanoi per indagare sulle lamentele vietnamite contro le attività dei commercianti francesi. Violando le istruzioni dei suoi superiori, il 25 aprile 1882 prese d'assalto ed occupò la cittadella di Hanoi: a seguito di ciò il governatore della città, Hoàng Diệu, si suicidò dopo aver inviato una nota di scuse all'imperatore vietnamita. Anche se Rivière restituì successivamente la cittadella ai vietnamiti, il suo ricorso alla forza suscitò allarme sia in Vietnam sia in Cina.
Il governo vietnamita, incapace di affrontare Rivière con il proprio malridotto esercito, chiese aiuto a Liu Yongfu, i cui ben addestrati ed esperti soldati delle Bandiere nere si sarebbero rivelati una spina nel fianco dei francesi. Le Bandiere nere avevano già inflitto un'umiliante sconfitta a una spedizione francese comandata dal tenente di vascello Francis Garnier nel 1873. Come Rivière nel 1882, Garnier aveva disatteso le istruzioni dei suoi superiori e aveva tentato di intervenire militarmente nel nord del Vietnam. Anche in quella occasione il governo vietnamita si era rivolto a Liu Yongfu, che mise fine ad una serie di vittorie francesi sui vietnamiti sconfiggendo la piccola forza francese di Garnier sotto le mura di Hanoi. Garnier fu ucciso in questa battaglia e il governo francese sconfessò in seguito la sua spedizione.
Per affrontare Rivière i vietnamiti, oltre all'aiuto di Liu Yongfu, chiesero anche l'appoggio cinese. Il Vietnam era stato a lungo tributario della Cina, e la Cina accettò di armare e sostenere le Bandiere nere e di opporsi, senza dichiarare formalmente guerra, alle operazioni francesi nel Tonchino. La corte Qing mandò anche un forte segnale ai francesi, informandoli che la Cina non avrebbe permesso che il Tonchino cadesse sotto il loro controllo. Nell'estate del 1882 le truppe degli eserciti cinesi dello Yunnan e del Guangxi attraversarono il confine del Tonchino, occupando Lạng Sơn, Bắc Ninh, Hưng Hóa e altre città. Il ministro francese in Cina, Frédéric Bourée, era così allarmato dalla prospettiva di una guerra con la Cina che tra il novembre e il dicembre del 1882 negoziò un accordo con Li Hongzhang per dividere il Tonchino in sfere di influenza francese e cinese. Durante questi negoziatiI i vietnamiti non furono consultati da nessuna delle due parti.

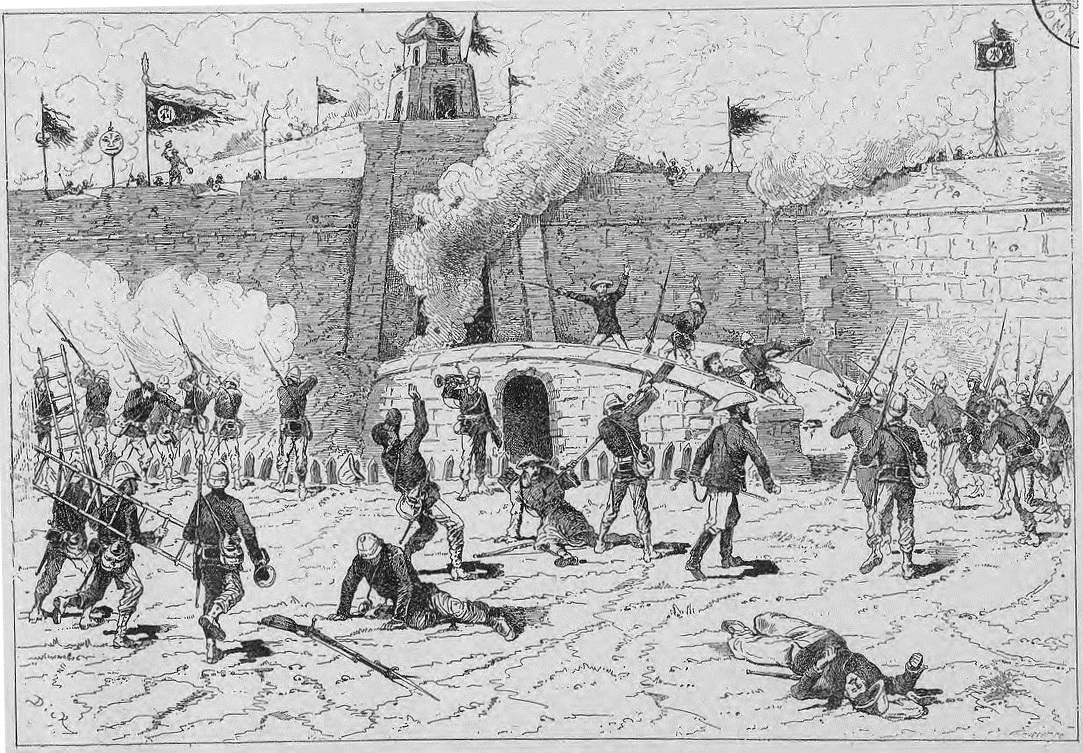
Il comandante Rivière entra a Nam Dinh alla testa dei suoi uomini (incisione del 1888)

Rivière era disgustato dall'accordo concluso da Bourée e all'inizio del 1883 decise di forzare la situazione. Gli era stato recentemente inviato dalla Francia un battaglione di fanteria marina, il che gli dava abbastanza uomini per avventurarsi oltre Hanoi. Il 27 marzo 1883, per assicurare la sue linee di comunicazione tra Hanoi e la costa, Rivière, con 520 soldati francesi sotto il suo comando, catturò la cittadella di Nam Định. Mentre Rivière si trovava a Nam Định, le Bandiere nere e i vietnamiti attaccarono Hanoi, ma il 28 marzo 1883 furono respinti dallo chef de bataillon Berthe de Villers nella battaglia di Gia Cuc. Rivière era esultante: "Questo li costringerà a portare avanti la loro questione del Tonchino!"
Rivière si aspettava di essere licenziato per la sua presa di Nam Định e invece si ritrovò ad essere l'eroe del momento. Da poco c'era stato un cambio di governo in Francia: la nuova amministrazione, guidata da Jules Ferry, era fortemente a favore dell'espansione coloniale e decise di appoggiare Rivière. Ferry e il suo ministro degli esteri, Paul-Armand Challemel-Lacour, denunciarono l'accordo di Bourée con Li Hongzhang e richiamarono in partria Bourée; fecero inoltre capire ai cinesi che erano decisi ad imporre il protettorato francese sul Tonchino. Nell'aprile del 1883, resosi conto che i vietnamiti erano incapaci di resistere ai francesi, il politico e generale cinese Tang Jingsong (唐景崧) convinse Liu Yongfu a scendere nuovamente in campo.

## Sconfitta e morte

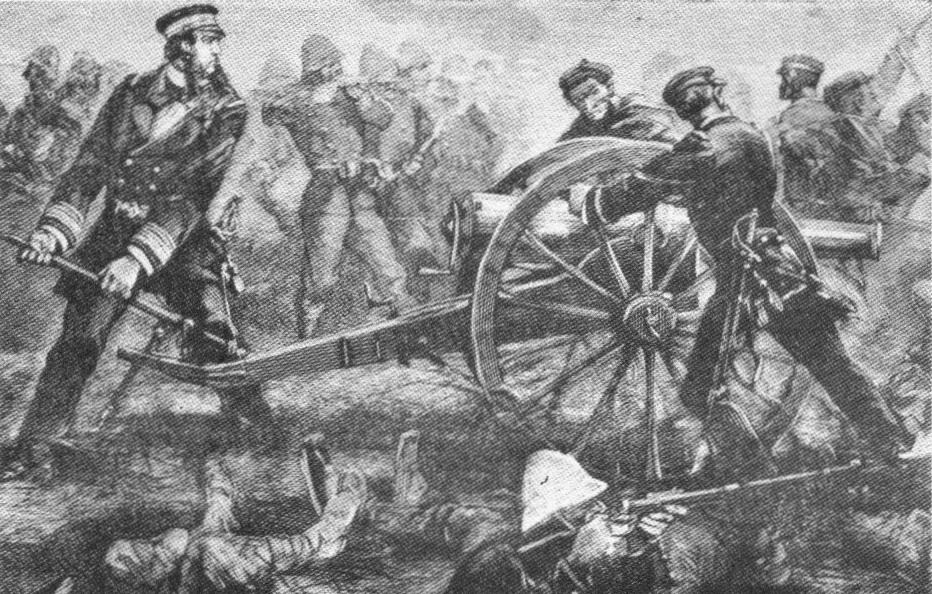
Rivière tenta di salvare un cannone francese impantanato a Paper Bridge

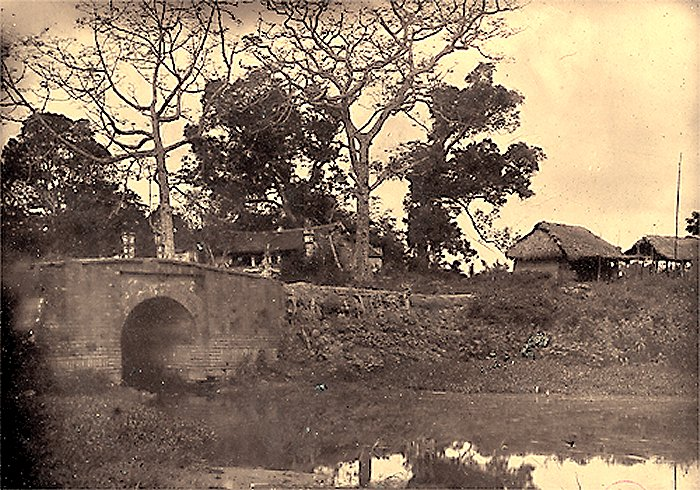
Il Ponte di Carta (Pont de Papier)

Il 10 maggio 1883 Liu Yongfu sfidò i francesi alla battaglia facendo affiggere sui muri di Hanoi un messaggio di scherno. Il 19 maggio 1883 Rivière marciò fuori da Hanoi per attaccare le Bandiere nere. La sua piccola forza (circa 450 uomini) avanzò senza le dovute precauzioni e cadde in un'imboscata ben preparata delle Bandiere nere al Ponte di Carta (Pont de Papier), poche miglia ad ovest di Hanoi.
Nella battaglia di Cầu Giấy (o battaglia del Ponte di Carta) i francesi, accerchiati su entrambe le ali, riuscirono con difficoltà a riorganizzarsi e ripiegare su Hanoi. Verso la fine della battaglia un cannone francese si ribaltò e Rivière e i suoi ufficialii avanzarono per aiutare i cannonieri a raddrizzarlo. Le Bandiere nere spararono sul gruppo, uccidendo un ufficiale francese e ferendo gravemente Rivière alla spalla. Alcuni secondi dopo, Rivière cadde. Vedendo la linea francese in difficoltà, le Bandiere nere si lanciarono in avanti e respinsero la retroguardia francese. Diversi ufficiali francesi furono feriti e, nella confusione della ritirata, il corpo di Rivière fu abbandonato sul campo di battaglia. Fu immediatamente dato per morto dagli altri ufficiali: nel caso non fosse già morto in seguito alla ferita, sarebbe stato sicuramente ucciso non appena le Bandiere nere avessero scoperto di chi si trattava.
Anche se la battaglia del Ponte di Carta fu per i francesi una grave sconfitta, essa rafforzò la determinazione dell'amministrazione di Jules Ferry nell'imporre il protettorato francese sul Tonchino. La notizia della sconfitta e della morte di Rivière raggiunse Parigi il 26 maggio 1883 e il ministro della marina francese, l'ammiraglio Peyron, dichiarò: "La Francia vendicherà i suoi gloriosi figli!". La Camera dei Deputati votò immediatamente uno stanziamento di tre milioni e mezzo di franchi per finanziare l'invio di un forte corpo di spedizione nel Tonchino. L'avventura di Rivière nel Tonchino mise in moto gli eventi che, in pochi anni, portarono il dominio francese ad estendersi su tutta l'Indocina.

## Onorificenze postume

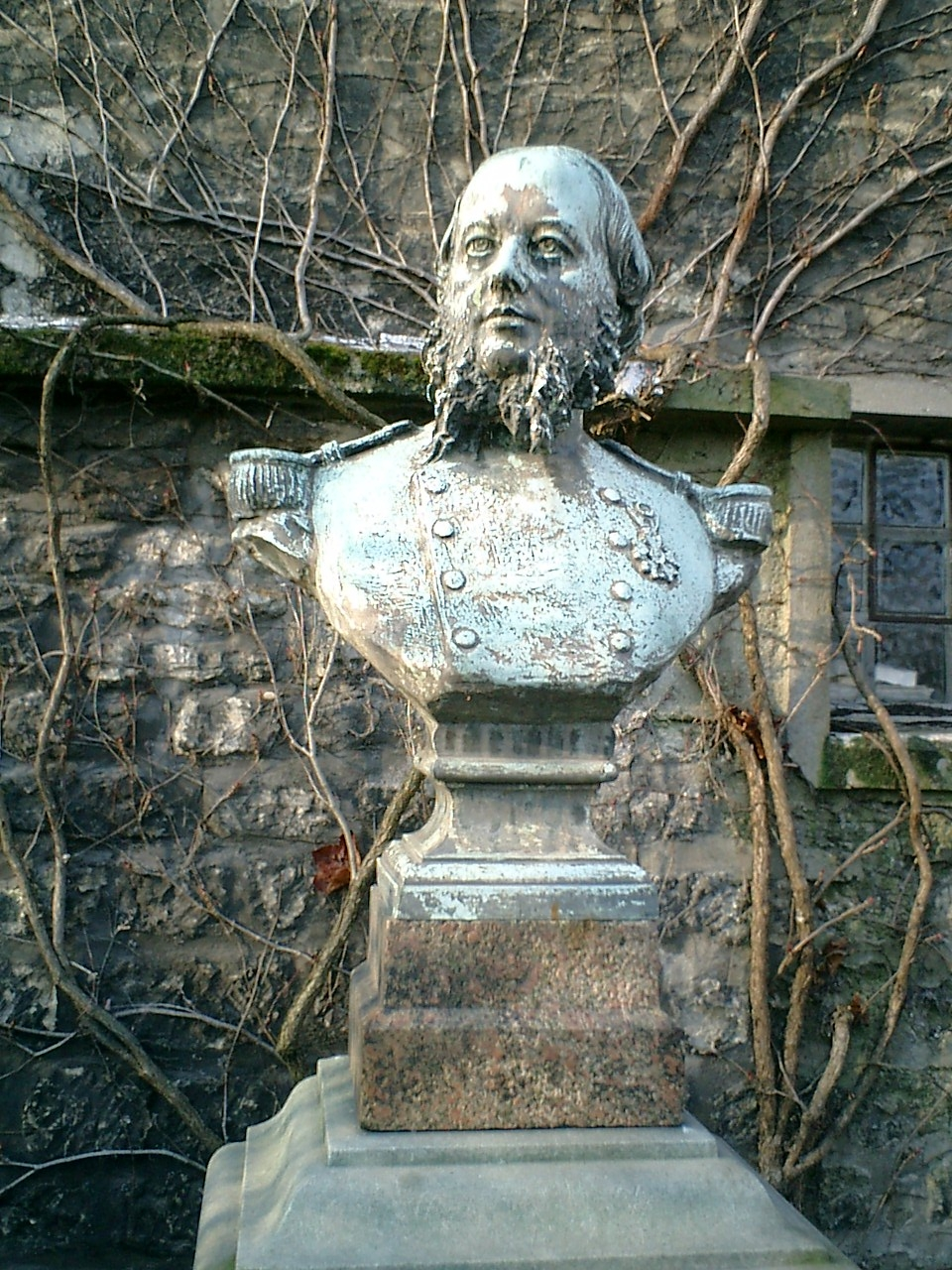
Busto di Henri Rivière, Cimitero di Montmartre

I francesi erano stati costretti a lasciare il corpo di Rivière sul campo di battaglia e per diversi mesi non furono certi delle circostanze precise della sua morte. Dopo essere stato colpito alla spalla, Rivière era caduto, poi si era alzato in piedi, poi era caduto di nuovo. Il suo corpo disteso era stato visto l'ultima volta circondato da un gruppo di soldati delle Bandiere nere. La maggior parte dei commilitoni di Rivière pensarono naturalmente che fosse stato ucciso sul campo di battaglia, ma molti vietnamiti sostenevano che fosse stato preso vivo dalle Bandiere nere. Secondo un soldato vietnamita, che affermava di essere stato presente in quel momento, Rivière era stato portato alla presenza di Liu Yongfu poco dopo la fine della battaglia e quindi decapitato su ordine del leader delle Bandiere nere, in quanto uno dei suoi migliori amici era stato ucciso dai francesi durante la battaglia. Nessuna delle due versioni della sua morte poté essere confermata.
Alcune settimane dopo la battaglia, ai francesi giunse voce che il corpo di Rivière era stato selvaggiamente mutilato e poi sepolto vicino alla roccaforte delle Bandiera nere di Phủ Hoài. Il 18 settembre 1883, sulla base di notizie ricevute da informatori vietnamiti, due battaglioni di fanteria di marina francesi esplorarono la zona. La testa e le mani mozzate di Rivière, sepolte in una scatola laccata, furono scoperte nel villaggio di Kien Mai. Tre settimane dopo il corpo mutilato di un europeo, vestito con l'uniforme della marina, fu trovato vicino al Ponte di Carta, vicino al punto dove Rivière era caduto il 19 maggio 1883. Il corpo era stato squarciato con fendenti di spada, la testa e le mani erano mancanti e le maniche dell'uniforme erano state tagliate per rimuovere i distintivi del grado. Alcuni ufficiali della marina francese, che conoscevano bene Rivière, furono in grado di confermare che il corpo era effettivamente il suo. Queste circostanze suggeriscono che Rivière sia stato ucciso sul campo durante battaglia. Liu Yongfu aveva offerto una cospicua taglia per le teste degli ufficiali francesi, in base al loro grado, e sembra probabile che un soldato delle Bandiere nere abbia ucciso il comandante francese ferito e poi lo abbia decapitato per reclamare la ricompensa, tagliandogli le mani in modo che il suo grado potesse essere verificato dai galloni sui polsini dell'uniforme.
I resti di Rivière furono riportati ad Hanoi, dove la funzione funebre fu celebrata da Paul-François Puginier, vicario apostolico francese del Tonchino occidentale che dieci anni prima aveva svolto la stessa cerimonia per Francis Garnier, morto in circostanze simili. I resti di Rivière furono successivamente portati in Francia su richiesta della famiglia ed infine sepolti a Parigi nel cimitero di Montmartre.

## Riconoscimenti e omaggi
Cinque imbarcazioni della Marine nationale hanno portato il nome di Henri Rivière:
- una scialuppa cannoniera a ruote Henri Rivière (1884-1897)
- un pontone Henri Rivière (1900-1910)
- un cacciatorpediniere de 800 tonnes Commandant Rivière (1912-1933)
- un aviso-dragueur Commandant Rivière (1936-1942)
- un aviso-escorteur Commandant Rivière (1957-1992)

Le vie di numerose città francesi portano il suo nome: Parigi, Nantes, Bois-Colombes, Colombes, Lorient, Nevers, Puteaux, Rouen, Saint-Maur-des-Fossés, Suresnes, La Varenne-Saint-Hilaire, Villeurbanne.

## Principali pubblicazioni
- Loisirs de voyage (1852)
- Histoire maritime de France au dix-huitième siècle (2 volumes, 1855)
- Pierrot. Caïn (1860)
- L'envoûtement (ca 1860)
- La Main coupée (1862)
- La Possédée. Le Colonel Pierre. La Seconde vie du Dr Roger (1863)
- Les Méprises du cœur. Les Voix secrètes de Jacques Lambert. Terre et mer. Les Visions du lieutenant Féraud. Le Rajeunissement (1865)
- Le Cacique, journal d'un marin (1866)
- Le Meurtrier d'Albertine Renouf. Les Derniers jours de Don Juan (1867)
- La Grande marquise. Le Cte d'Arbray. Le Cirque Gory (1869)
- Mademoiselle d'Avremont. Monsieur Margerie (1872)
- La Faute du mari. Madame Herbin (1874)
- Aventures de trois amis. Philippe (1875)
- Edmée. Le Châtiment. Flavien (1877)
- Le Roman de deux jeunes filles (1880)
- Souvenirs de la Nouvelle-Calédonie. L'insurrection canaque (1880)
- La Marine française au Mexique (1881)
- Le Combat de la vie. La Jeunesse d'un désespéré (1882)
- Le Combat de la vie. Les Fatalités (1882)
- Le Combat de la vie. Mme Naper (1882)
- La Marquise d'Argantini. Édith. Madame de Ferlon (1886)

### Teatro
- La Parvenue, commedia in 4 atti, Parigi, Théâtre-Français, 30 agosto 1869
- Berthe d'Estrée, commedia in 3 atti, Parigi, Théâtre du Vaudeville, 21 ottobre 1874
- Monsieur Margerie, opera 1n 1 atto, Parigi, Théâtre du Vaudeville, 11 marzo 1875

### Corrispondenza
- Armand Rivière, L'expédition du Tonkin: les responsabilités, editore E. Bloch, 1885